# 2015年美國國家棒球名人堂票選
2015年美國國家棒球名人堂票選遵循2014年的修正票選規則。全美棒球記者協會進行年度票選，最後選出藍迪·強森、佩卓·馬丁尼茲、約翰·史摩茲和克雷格·比吉歐等四人。這是全美記者棒球協會自1955年後再度同時選出四位名人堂入選者。由於2010年7月頒布的入選新制，黃金年代委員會取代了資深選手委員會，他們從1947年到1972年間的總教練、主審和行政人員中進行評選，不過他們最後沒有選出任何入選者。大聯盟在2015年7月26日舉辦入選典禮。

## 全美棒球記者協會票選結果
全美棒球記者協會只從1995年以後效力於大聯盟的選手中進行評選，但效力年限只到2009年為止。2014年7月26日，名人堂頒布新規定：任何入選者最多只能參與10次票選，已經參與超過10年票選的入選者不在此限。
禁藥使用的爭議依舊影響著這年票選。這也造成近幾年大家對於投票結果不是很樂觀。
每個球員需要獲得至少75%的選票方能入選。本屆票選包含34名球員；總共有549張選票，最終總計投出4623人次，入選名人堂門檻為412票，平均每張選票圈選了8.4人。未達5%得票率的候選人，將被剔除名人堂票選資格。
首次進行票選的球員將以劍標（†）顯示。獲得至少75%以上同意票的入選人以粗體字表示；在未來票選中才入選的候選人以斜體字表示。
丹·馬丁利是第十五次進行票選，同時也是最後一次。
| 球員姓名         | 同意票數 | 得票率(%) | 與前一年差距 | 年度   |
| ---------------- | -------- | --------- | ------------ | ------ |
| †藍迪·強森       | 534      | 97.3      | -            | 第1年  |
| †佩卓·馬丁尼茲   | 500      | 91.1      | -            | 第1年  |
| †約翰·史摩茲     | 455      | 82.9      | -            | 第1年  |
| 克雷格·比吉歐    | 454      | 82.7      | ▲0 7.9%      | 第3年  |
| 麥克·皮耶薩      | 384      | 69.9      | ▲0 7.7%      | 第3年  |
| 傑夫·巴格威爾    | 306      | 55.7      | ▲0 1.4%      | 第5年  |
| 提姆·雷恩斯      | 302      | 55.0      | ▲0 8.9%      | 第8年  |
| 柯特·席林        | 215      | 39.2      | ▲0 10.0%     | 第3年  |
| 羅傑·克萊門斯    | 206      | 37.5      | ▲0 2.1%      | 第3年  |
| 貝瑞·邦茲        | 202      | 36.8      | ▲0 2.1%      | 第3年  |
| 李·史密斯        | 166      | 30.2      | ▲0 0.3%      | 第13年 |
| 埃德加·馬丁尼茲  | 148      | 27.0      | ▲0 1.8%      | 第6年  |
| 艾蘭·川默        | 138      | 25.1      | ▲0 4.3%      | 第14年 |
| 麥克·穆西納      | 135      | 24.6      | ▲0 4.3%      | 第2年  |
| 傑夫·肯特        | 77       | 14.0      | ▼0 1.2%      | 第2年  |
| 弗瑞德·麥葛里夫  | 71       | 12.9      | ▲0 1.2%      | 第6年  |
| 賴瑞·沃克        | 65       | 11.8      | ▲0 1.6%      | 第5年  |
| †蓋瑞·雪菲爾     | 64       | 11.7      | -            | 第1年  |
| 馬克·麥奎爾      | 55       | 10.0      | ▼0 1.0%      | 第9年  |
| 丹·馬丁利        | 50       | 9.1       | ▲0 0.9%      | 第15年 |
| 薩米·索薩        | 36       | 6.6       | ▼0 0.6%      | 第3年  |
| †諾馬·賈西亞帕拉 | 30       | 5.5       | -            | 第1年  |
| †卡洛斯·戴加多   | 21       | 3.8       | -            | 第1年  |
| †特洛依·帕西佛   | 4        | 0.7       | -            | 第1年  |
| †亞倫·布恩       | 2        | 0.4       | -            | 第1年  |
| †湯姆·高登       | 2        | 0.4       | -            | 第1年  |
| †戴林·厄斯泰     | 1        | 0.2       | -            | 第1年  |
| †瑞奇·奧瑞利亞   | 0        | 0.0       | -            | 第1年  |
| †湯尼·克拉克     | 0        | 0.0       | -            | 第1年  |
| †傑梅恩·戴伊     | 0        | 0.0       | -            | 第1年  |
| †克里夫·弗洛伊德 | 0        | 0.0       | -            | 第1年  |
| †布萊恩·傑厄茲   | 0        | 0.0       | -            | 第1年  |
| †艾迪·古亞達多   | 0        | 0.0       | -            | 第1年  |
| †傑森·施密特     | 0        | 0.0       | -            | 第1年  |

|  | 本屆被選入名人堂，人名以粗體表示。                          |
|  | 本屆未入選但在未來票選中被選入名人堂，人名以斜體表示。      |
|  | 在2016年投票中繼續票選但仍未被選入者。                      |
|  | 在未來BBWAA票選中被剔除，但仍保有未來資深委員會審核的資格。 |

以下球員首次具有票選資格，但並未在名單上：馬隆·安德森、保羅·巴寇、麥可·巴瑞特、查德·布萊德佛德、道格·布羅凱爾、埃米爾·布朗、保羅·柏德、勞爾·查維斯、喬·克里迪、大衛·德魯奇、亞當·伊頓、艾蘭·恩布里、凱爾文·艾斯科巴、查德·法克斯、湯尼·葛萊菲尼諾、麥特·赫吉斯、布萊登·魯波、馬克·羅瑞塔、拉蒙·馬丁尼茲、道格·米恩特凱維奇、凱文·米拉、艾瑞克·米爾頓、葛雷格·諾頓、大家友和、席德尼·龐森、葛倫頓·拉許、B·J·萊恩、布萊恩·紹斯、賈斯汀·史拜爾、胡立安·塔瓦瑞茲、羅恩·維隆恩、路易斯·坎諾、傑米·沃克、賈羅德·瓦許本和大衛·威瑟斯。

## 黃金年代委員會
資深棒球委員會改組後，由黃金年代委員會舉辦票選。他們從1947年到1972年間的棒球人士進行篩選與票選，候選人必須具備以下資格：
1. 球員必須在大聯盟打滿至少10個球季，且退休超過21年。遭到大聯盟除名的球員不可參加票選(如：彼得·羅斯)。
2. 總教練和主審必須要有在大聯盟執教和執法滿10年的經驗，且退休滿超過5年。滿65歲的人在退休6個月後就具有票選資格。
3. 行政人員必須要退休超過5年以上，若未退休，則年齡需滿65歲。
此票選總共16票，候選人需獲得75%的票數(12票)才能入選名人堂。迪克·艾倫和湯尼·奧利瓦只差一票就能入選。
| 候選人        | 身分別   | 得票數 | 百分比  | 備註 |
| ------------- | -------- | ------ | ------- | ---- |
| 迪克·艾倫     | 球員     | 11     | 68.8%   |      |
| 湯尼·奧利瓦   | 球員     | 11     | 68.8%   |      |
| 吉姆·卡特     | 球員     | 10     | 62.5%   |      |
| 毛利·威爾斯   | 球員     | 9      | 56.3%   |      |
| 米尼·米諾索   | 球員     | 8      | 50%     |      |
| 肯·波耶       | 球員     | < 3    | < 18.8% |      |
| 吉爾·霍吉斯   | 球員     | < 3    | < 18.8% |      |
| 鮑伯·豪山姆   | 行政人員 | < 3    | < 18.8% |      |
| 比利·皮爾斯   | 球員     | < 3    | < 18.8% |      |
| 路易斯·提安特 | 球員     | < 3    | < 18.8% |      |

## J·G·泰勒·史賓克獎
棒球記者湯姆·蓋吉（1948年–）獲選該屆的J·G·泰勒·史賓克獎。

## 福特·C·弗里克獎
天使和教士隊播報員迪克·恩伯格（1935年–2017年）獲選該屆的福特·C·弗里克獎。

## 外部連結
- 美國國家棒球名人堂官網 （页面存档备份，存于）
- 棒球名人堂BBWAA票選規則 （页面存档备份，存于）
- 2015年名人堂票選 at www.baseballhalloffame.org